# Rhyacophila mirabilis
Rhyacophila mirabilis är en nattsländeart som beskrevs av Levanidova och Schmid 1977. Rhyacophila mirabilis ingår i släktet Rhyacophila och familjen rovnattsländor. Inga underarter finns listade i Catalogue of Life.